# Гурамі смугастий
Гура́мі смуга́стий (Trichogaster fasciata) або колі́за смуга́ста (Colisa fasciata, застаріла назва) — тропічний вид прісноводних лабіринтових риб з родини осфронемових (Osphronemidae), типовий вид роду трихогастер (Trichogaster).

## Опис
Смугасті гурамі зовні дуже схожі з лябіозою (Trichogaster labiosa), тому ці види часто плутають між собою.
Тіло риб видовжене, овальної форми, сильно стиснуте з боків. Спинний і анальний плавці супроводжують більшу частину тіла, черевні плавці довгі й тонкі, як ниточки. Рот невеличкий, верхня губа припухла, особливо у старих самців.
Це найбільший представник роду трихогастер, максимальна довжина самців становить 12,5 см, самок — 10 см.
Спинний плавець має 15-17 твердих променів і 9-14 м'яких, анальний — 15-18 твердих і 14-19 м'яких, грудні — по 10-12, черевні — по 1, хвостовий — 15-18 м'яких променів. Хвостовий плавець вирізаний. У бічній лінії 29-33 луски. Луски відносно великі.
Кишечник довгий, спіральний. Маленькі й слабкі зуби присутні в ротовій порожнині.
Забарвлення смугастих гурамі сильно варіює залежно від місця походження риб. Фон буває оливковим, коричнюватим або червонуватим. По тілу проходять косі поперечні смуги синьо-зеленого кольору, спрямовані униз і назад. Зяброві кришки, горло й черево відсвічують синьо-зеленим, плавці блакитні з оранжевими або червоними плямами. Кінці черевних плавців червоні. Червоними є також очі. Таке забарвлення притаманне тільки дорослим самцям. Самки і молоді рибки мають лише натяк на косі кольорові смуги. Натомість від ока через все тіло й до кінця хвостового плавця у них проходить поздовжня смуга, яка часто розпадається на ряд з 8-14 нечітких за контуром плям.
Самці більші й барвистіші за самок. Кінець спинного плавця в них загострений, тоді як у самок він закруглений. В нерестовий період забарвлення самців темнішає.

## Поширення
Це один з найпоширеніших представників родини, водиться в Північній Індії, Пакистані, Непалі, Бангладеш, Верхній М'янмі. Мешкають риби в ставках, озерах, болотах, канавах, на рисових полях, а також на мілководних ділянках річок з повільною течією, часто замулених. Виживати в таких умовах допомагає їм наявність додаткового дихального органу — лабіринтового апарату, що дозволяє використовувати атмосферне повітря.
Зазвичай зустрічаються у водоймах з густою рослинністю, тому не дивно, що вид є переважно травоїдним. Природний раціон харчування складається з діатомових, зелених хлорофіцієвих водоростей, харофітів, цианобактерій, а також дрібних безхребетних (коловертки, дрібні ракоподібні, личинки комах), детриту тощо. Комахами харчуються переважно влітку.
Параметри води: pH в межах 6,0–7,8; твердість в межах 4-15°dH, температура 22-28 °C. У січні температура води буває найнижчою, а лужність і вміст розчиненого кисню — найвищими.
Період нересту припадає на березень-вересень (сезон мусонів), з максимальною активністю у липні; в цей період риби їдять мало.
Природні водойми, придатні для існування виду, поступово скорочуються через вплив чинників, пов'язаних з економічним розвитком. Проте це поки що не становить загрози існуванню смугастого гурамі в природі.

## Господарське значення
Хоча через свої невеликі розміри смугастий гурамі непридатний для промислового рибальства та рибництва, в реальному житті він відіграє важливу роль у задоволенні харчових потреб бідних шарів населення в Індії та сусідніх з нею країнах. Місцеві рибалки ловлять його протягом цілого року.
Смугастий гурамі цінується також як декоративна акваріумна риба. Тримають цих риб головним чином в Індії, крім того експортують до Бангладеш, Китаю, Німеччини, Гонконгу, Японії, Малайзії, Кореї, Сінгапуру, Тайваню, Таїланду та США. В акваріумах Європи цей вид мало поширений, адже за привабливістю помітно поступається своєму меншому родичеві — ляліусу (Trichogaster lalia).

## Утримання в акваріумі
Смугастих гурамі можна тримати як у спільному, так і у видовому акваріумі, але краще у видовому. Придатні для початківців.
Відповідно до розмірів риб, акваріуми повинні бути просторими. Для пари риб рекомендується помешкання довжиною близько 80 см, для групи риб — більше. В акваріумі має бути густа рослинність, у тому числі рослини, що плавають на поверхні води, а також схованки у вигляді густих кущів, коріння рослин, корчів тощо. Ці схованки дозволяють самкам ховатися від переслідувань з боку самців. Рух води має бути мінімальним, оскільки смугасті гурамі не люблять течії.
Мирний вид, але у невеликих акваріумах самці б'ються між собою, особливо агресивними вони стають в період нересту. Смугасті гурамі бувають полохливі, особливо в пустому акваріумі, що стоїть у світлому місці, це загрожує їм стресом. Коли риби обживуться й нормально себе почувають, вони стають доволі рухливими.
Смугасті гурамі живуть у неволі до 4 років.
Температура води може бути в межах 22—28 °C, показник pH в межах 6—7,5, твердість до 17°dH.
В акваріумі приймають більшість звичайних кормів. Годівля живими кормами сприяє кращому забарвленню риб.

## Розведення
Розводити смугастих гурамі не складно. Нерест парний, відбувається подібно до інших лабіринтових риб. Проблеми можуть виникати лише коли поверхня акваріума яскраво освітлена. Тоді перелякані риби відмовляються будувати гніздо.
Нерест може відбуватися у видовому акваріумі або спеціальному нерестовищі. Нерестовище має бути доволі просторим (довжиною мінімум 50 см), тому що продуктивність смугастих гурамі становить 500—1000 ікринок за нерест. Акваріум притінюють, рівень води повинен бути невисоким (до 20 см), температуру підвищують до 28—30 °C. Самка повинна мати достатньо схованок. Нерестовище повинно стояти в спокійному місці, щоб нічого не турбувало риб.
Самець будує гніздо з піни під плаваючим листком рослини або між рослинами на поверхні води. Він ковтає повітря поза гніздом, а тоді вже під ним випускає бульбашки. Гніздо будується з використанням шматочків рослин. Воно досить велике, але зазвичай невпорядковане й не має чітких меж.
Ікрометання відбуваються прямо під гніздом. За один акт відкладається до 160 ікринок. Вони прозорі, як скло, мають жирову оболонку, завдяки якій спливають до поверхні води. Самець збирає ротом ікринки й випльовує їх до гнізда; паралельно він підбудовує гніздо. По закінченні ікрометання самку прибирають з нерестовища, а самець залишається доглядати за гніздом та потомством, поки мальки не попливуть. Личинки вилуплюються з ікри через 48—72 години, ще приблизно за 96 годин вони перетворюються на мальків і починають вільно плавати.